# Ernst Hartmann
Ernst Hartmann (n. 10 noiembrie 1915, Mannheim, Imperiul German – d. 23 octombrie 1992, Waldbrunn, Baden-Württemberg, Germania) a fost un medic și autor german. Rețeaua Hartmann (sau liniile Hartmann) a fost denumită după numele său, fiind o rețea nedovedită științific de linii invizibile de energie provenind din radiațiile inerente Pământului (în germană Erdstrahlen).

## Biografie
După absolvirea școlii, Hartmann a studiat medicina la Universitatea din Mannheim și Jena. În timpul celui de al doilea război mondial, a lucrat ca personal medical iar la terminarea războiului a fost prizonier al trupelor americane. După întoarcerea din captivitate, a deschis un centru medical în Eberbach, unde a lucrat timp de peste 40 de ani. 
Din 1948 Ernst Hartmann împreună cu fratele său, Robert, s-a dedicat studiului geobiologiei și radiesteziei. De asemenea a studiat homeopatia, și mai tîrziu biologia.

## Activitate
Hartmann a dezvoltat primele teorii ca student, prin examinarea datelor pacienților și dosarele lor medicale. El a observat că mortalitatea în unele paturi de spital părea să fie mai mare decât în altele.  
Pe baza cercetărilor făcute, Hartmann a observat că animalele (cobaii) pe care le avea în laborator, se grupau în cuștile lor în anumite locuri, după care se îndepărtau și ocoleau locurile respective.
Hartmann a concluzionat că decesele au fost cauzate de zona în care au fost plasate paturile pacienților, asociind bolile cu imediata apropiere a pacientului în aceste zone geopatogene. Zonele cele mai patogene ar fi situate după direcția și intersecția liniilor unei rețele cosmo-telurice formată de radiații care vin din interiorul scoarței terestre.
Aceste ipoteze i-au servit lui Hartmann ca bază pentru tratamente. Împreună cu fratele său, Robert, a proiectat un model (rețea globală), compusă din benzi orientate nord-sud și est-vest, care formează rețeaua Hartmann. Aceste benzi se intersectează în puncte numite de el noduri Hartmann.
Din 1951, Ernst Hartmann a ținut mai multe seminarii și conferințe în Eberbach pe tema radiesteziei. În 1961, a fondat grupul de cercetare de geobiologie (Dr. Hartmann EV) pe care l-a prezidat timp de aproape 30 de ani.
Ernst Hartmann a murit în Waldkatzenbach la 23 octombrie 1992.

## Lucrări publicate
- Geopathie, Ernst Hartmann, Haug Verlag, Ulm/Donau, 1954.
- Über physikalische Nachweismethoden der sogenannten Erdstrahlen, Ernst Hartmann, J. Wüst in Geopathie, 6. Beiheft zur Zeitschrift Erfahrungsheilkunde, Haug-Verlag, Ulm 1954, S. 31-46.
- Krankheit als Standortproblem, Ernst Hartmann, Band 1, Haug Verlag, Heidelberg, (1. Auflage 1964), 5.Auflage 1986, ISBN 3-7760-0653-6
- Mensch, Wünschelrute, Krankheit. Umwelt- Strahlungen. Wie sie auf uns wirken von Josef Angerer, Ernst Hartmann, Herbert L. König, M u. T Verlag, Zürich, 1985, ISBN 978-3-7265-3020-4
- Krankheit als Standortproblem, Ernst Hartmann, Band 2, Haug Verlag, Heidelberg, 1986, ISBN 978-3-8304-0655-6
- Über Konstitutionen Yin Yang und Reaktionstypen, Ernst Hartmann, Forschungskreis für Geobiologie, München 1986, ISBN 978-3-928426-01-5
- Strahlenfühligkeit. Umgang mit Rute und Pendel von P. Ernst Hoch, Ernst Hartmann, Johannes Mayr, Ehrenwirth Verlag, Juli 1993, ISBN 978-3-431-29398-2